# Lijst van bouwwerken van Alfred Tepe
Dit is een lijst van bouwwerken van architect Alfred Tepe (1840-1920).
Tepe was een Nederlands architect van Duitse afkomst. Na P.J.H. Cuypers was hij de belangrijkste architect van de neogotiek in Nederland. Hij ontwierp vele kerken, met name in het toenmalige gebied van het aartsbisdom Utrecht. Tepe was de meest vooraanstaande architect van het St. Bernulphusgilde. Zijn laatste kerken bouwde hij in Duitsland.
| Bouw      | Naam                                    | Plaats                | Bijzonderheden                                                                        | Afbeelding |
| --------- | --------------------------------------- | --------------------- | ------------------------------------------------------------------------------------- | ---------- |
| 1870      | 2 huizen aan Maliebaan 82-84            | Utrecht               | Woning voor Tepe en zijn collega F.W. Mengelberg                                      |            |
| 1871      | Alphonsus de Liguori kerk               | Slagharen             | Afgebroken in 1968                                                                    |            |
| 1872-1886 | Andreasklooster                         | Utrecht               | Sinds 2001 appartementen.                                                             |            |
| 1873      | lagere school Sint Ludgerus             | Wehe-den Hoorn        | Rijksmonument 509435; Herbestemming tot KunstCentrum De Ploeg                         |            |
| 1873-1875 | Antonius Abtkerk                        | Loo                   |                                                                                       |            |
| 1873-1874 | Martinuskerk                            | Doornenburg           | Bestaande kerk door Tepe vergroot. Verwoest in 1944.                                  |            |
| 1874-1879 | Begraafplaats Sint-Barbara              | Utrecht               |                                                                                       |            |
| 1874-1876 | Martinuskerk                            | Arnhem                |                                                                                       |            |
| 1874-1875 | Nicolaaskerk                            | Jutphaas              |                                                                                       |            |
| 1874-1875 | St. Vituskerk                           | Dedemsvaart           | Kerk is in 1935 vergroot, waarbij toren en beuken intact zijn gebleven                |            |
| 1875-1877 | Sint-Hiëronymus wees- en bejaardenhuis  | Utrecht               |                                                                                       |            |
| 1875-1876 | Johannes de Doperkerk                   | Mijdrecht (Wilnis)    | Bijbehorende pastorie is door Tepe in 1882 gebouwd                                    |            |
| 1875-1876 | Heilig Hart van Jezus en Georgiuskerk   | Bredevoort            |                                                                                       |            |
| 1875-1876 | Mattheuskerk                            | Eibergen              | Afgebroken in 1935                                                                    |            |
| 1876-1877 | Werenfriduskerk                         | Workum                |                                                                                       |            |
| 1876-1877 | Willibrordkerk                          | Utrecht               |                                                                                       |            |
| 1876-1877 | Kruisverheffingkerk                     | Beesd                 |                                                                                       |            |
| 1877      | Georgiuskerk                            | Terborg               | Toren bij oudere kerk. De kerk is herbouwd, waarbij de toren van Tepe is geïntegreerd |            |
| 1877      | Sebastianuskerk                         | Hellendoorn           |                                                                                       |            |
| 1877-1879 | Petrus en Pauluskerk                    | Varik                 |                                                                                       |            |
| 1877-1879 | O.L. Vrouwe ten Hemelopnemingkerk       | Vianen                |                                                                                       |            |
| 1877-1878 | Martinuskerk                            | Pannerden             |                                                                                       |            |
| 1878      | Bavokerk                                | Angeren               | Verwoest in 1944                                                                      |            |
| 1878-1879 | Michaëlkerk                             | Schalkwijk            |                                                                                       |            |
| 1879      | Petrus en Pauluskerk                    | Everdingen            |                                                                                       |            |
| 1879      | Bonifatiuskerk                          | Nieuwe Pekela         | Vergroting bestaande kerk. De kerk is afgebroken in 1988                              |            |
| 1879-1880 | Heilige Antonius van Paduakerk          | Kortenhoef            |                                                                                       |            |
| 1880-1883 | Heilig Hart van Jezuskerk               | Vinkeveen             |                                                                                       |            |
| 1880      | Vituskerk                               | Winschoten            |                                                                                       |            |
| 1880-1882 | Willibrorduskerk                        | Ter Apel              | Voltooid door Wolter te Riele (1924)                                                  |            |
| 1880-1881 | O.L. Vrouwe Hemelvaartkerk              | Bedum                 |                                                                                       |            |
| 1880-1881 | Michaëlkerk                             | Harlingen             |                                                                                       |            |
| 1881      | O.L. Vrouw Onbevlekt Ontvangenkerk      | Zenderen              |                                                                                       |            |
| 1881-1883 | De Krijtberg                            | Amsterdam             |                                                                                       |            |
| 1882-1883 | Sint-Martinuskerk                       | Hoogland (Amersfoort) | Verwoest op 19 april 1945; herbouw door Th.J. van Elsberg gereed in 1957              |            |
| 1882-1883 | Clemenskerk                             | Steenwijk             |                                                                                       |            |
| 1882-1883 | Ludgeruskerk                            | Balk                  |                                                                                       |            |
| 1882-1883 | Kapel op het Rooms-Katholiek Kerkhof    | Zwolle                |                                                                                       |            |
| 1882-1889 | Augustinuskerk en pastorie              | Nieuwendam            |                                                                                       |            |
| 1883      | Christoforuskerk                        | Schagen               |                                                                                       |            |
| 1883      | Willibrorduskerk                        | Oldemarkt             |                                                                                       |            |
| 1883      | Kloosterkapel Arca Pacis                | Driebergen            | Kapel is afgebroken in 1964, toren is bewaard gebleven                                |            |
| 1884      | Andreaskerk                             | Zevenaar              |                                                                                       |            |
| 1884-1885 | O.L. Vrouw ten Hemelopnemingkerk        | Houten                |                                                                                       |            |
| 1884-1885 | Heilig Hart van Jezuskerk               | Maarssen              |                                                                                       |            |
| 1884-1885 | Bernulphuskerk                          | Oosterbeek            | Toren deels verwoest in 1944                                                          |            |
| 1885      | Petruskerk                              | Boxmeer               | Toren bij oudere kerk, afgebroken in 1946                                             |            |
| 1885-1887 | Nicolaasbasiliek                        | IJsselstein           | Basilica minor                                                                        |            |
| 1885-1886 | Johannes de Doperkerk                   | Kilder                |                                                                                       |            |
| 1886-1887 | O.L. Vrouwe Onbevlekt Ontvangenkerk     | Lobith                | Vergroot en aanpassing toren in 1939                                                  |            |
| 1887      | Pancratiuskerk                          | Haaksbergen           | Uitbreiding van oudere kerk                                                           |            |
| 1887-1888 | Cosmas en Damianuskerk                  | Abcoude               |                                                                                       |            |
| 1887-1888 | Jacobus de Meerderekerk                 | Valburg               |                                                                                       |            |
| 1888      | Sint-Augustinuskerk                     | Amsterdam-Noord       |                                                                                       |            |
| 1888      | Victorkerk                              | Benschop              |                                                                                       |            |
| 1889-1891 | Sint-Martinuskerk                       | Baak                  |                                                                                       |            |
| 1891-1892 | Basiliek van de Heilige Kruisverheffing | Raalte                | Basilica minor                                                                        |            |
| 1891-1892 | O.L. Vrouw Onbevlekt Ontvangenkerk      | Heeten                |                                                                                       |            |
| 1891-1892 | Martinuskerk                            | Roodhuis              |                                                                                       |            |
| 1892-1894 | Onze-Lieve-Vrouw ten Hemelopnemingkerk  | Utrecht               | Afgebroken in 1972                                                                    |            |
| 1893-1894 | Michaelkerk                             | De Bilt               | Afgebroken in 1954                                                                    |            |
| 1893-1894 | Martinskirche                           | Düsseldorf (DE)       | Verwoest in 1945                                                                      |            |
| 1894      | Onze Lieve Vrouw ten Hemelopnemingkerk  | Beltrum               | Toren bij bestaande kerk                                                              |            |
| 1894-1895 | Jan de Doperkerk                        | Arnhem                |                                                                                       |            |
| 1894-1895 | Helenakerk                              | Aalten                | Verwoest in 1945 op de toren na. Deze is ingepast in de opvolger uit 1952.            |            |
| 1894-1895 | Francois Heytink-Baesjoustichting       | Jutphaas              | Complex bestaande uit klooster en school                                              |            |
| 1895-1897 | Pancratiuskerk                          | 's-Heerenberg         |                                                                                       |            |
| 1895-1896 | Martinuskerk                            | Gendringen            |                                                                                       |            |
| 1896-1897 | Pancratiuskerk                          | Tubbergen             | Middeleeuwse toren geïntegreerd                                                       |            |
| 1898      | Catharinakerk                           | Barneveld             | Kerk afgebroken in 1929, toren geïntegreerd in nieuwe kerk                            |            |
| 1898-1900 | Catharinakerk                           | Utrecht               | Vergroting bestaande kathedraal van bisdom Utrecht                                    |            |
| 1899      | Liefde- of Lambertusgesticht            | Wijk bij Duurstede    | Klooster; Erkend als gemeentelijk monument                                            |            |
| 1899-1901 | Martinuskerk                            | Utrecht               | appartementen                                                                         |            |
| 1901-1902 | H. Maria Geboortekerk (Losser)          | Losser                | De naastgelegen pastorie is gebouwd in 1904                                           |            |
| 1902-1903 | Henricuskerk                            | Klazienaveen          | Afgebroken                                                                            |            |
| 1903      | O.L. Vrouw van de Rozenkranskerk        | Glanerbrug            |                                                                                       |            |
| 1904-1905 | Martinuskerk                            | Herwen                |                                                                                       |            |
| 1904-1906 | Alexanderkerk                           | Bawinkel (DE)         |                                                                                       |            |
| 1904-1906 | Servatiuskerk                           | Brühl (DE)            |                                                                                       |            |
| 1905-1906 | Suitbertuskerk                          | Düsseldorf (DE)       | Voltooid in 1927                                                                      |            |
| 1909-1911 | Josefkerk                               | Elberfeld (DE)        |                                                                                       |            |

## Referentie
- Archimon - Architects: A. Tepe (1840-1920)